# فرجينيا راب
فرجینیا راب (بالإنجليزية: Virginia Rappe)‏ وُلدت في 7 يوليو 1891 في نيويورك – توفيت في 19 سبتمبر 1921 في سان فرانسيسكو وهي ممثلة أمريكية بدأت حياتها المهنية كعارضة الأزياء

## السيرة الذاتية
فرجینیا راب وُلدت في 7 يوليو 1891 في نيويورك توفيت والدتها عندما كانت فرجينيا في الحادية عشرة من العمر.، تم إرسالها ليتم تربيتها من قبل جدتها في شيكاغو. عندما بلغت الرابعة عشرة من عمرها بدأت كعارضة الأزياء. حيث التقت المصمم روبرت موسكوفيتز ، التي أصبحت مخطوبة له. و بعد وقت قصير من الاشتباك ، قتل موسكوفيتس في حادث سيارة . إنتقلت بعد ذلك راب إلى لوس انجليس .
ومنذ عام 1917، تحصلت علي العديد من الادوار.
في عام 1919 مرة أخرى وجدت الحب، بدأ راب علاقة مع المخرج / المنتج هنري ليرمان. في نهاية المطاف عاشا معا . ظهرت في أربعة من أفلامه ، ومع ذلك يبدو أن كل أعماله ضائعة إلى العالم ، ليس هناك أي دليل واحد على هذه الحقيقة.

## الوفاة
في سبتمبر 1921 دخلت فيرجينيا راب إلى غرفة في فندق سانت فرانسيس والذي كانت تحضر فيه حفلة موسيقية باحثةً عن المرحاض، قام عندها روسكو آرباكل بتتبع خطاها بصمت ليدخل خلفها الغرفة ويرميها على السرير.
كان هذا آخر ما تتذكره راب قبل أن تفقد وعيها وهو ما أخبرته بعد استيقاظها لأحد فتيات الكورس في الحفلة لتصبح قصتها بعد ذلك أكبر فضيحة جنسية تهز هوليوود في تلك الحقبة من الزمن في مجالي السياسة وصناعة الأفلام.
توفيت راب بعد 4 أيام من الحادثة بسبب تمزق في المثانة واتهم راب بإحداثه خلال اعتدائه عليها واعتقل بتهمة القتل من الدرجة الأولى.
ضجت وسائل الإعلام بالخبر، ووصفت العناوين أربكول بالثري المتهور الطائش الذي عرف عنه إدمان المورفين والحفلات الصاخبة التي راحت راب ضحيتها
حيث كانت راب تبلغ 30 عامًا فقط وبدأت للتو في رحلتها في هوليوود.
خلال تلك الفضيحة تقدمت الكثير من النساء بالشكاوى ضد رجال قاموا بالاعتداء عليهن وكانت بمثابة حركة جماعية للوقوف في وجه الاعتداءات على النساء.
لكن مع غياب الشاهد الأساسي على ما حدث تلك الليلة وهي راب نفسها كان من الصعب على هيئة المحلفين أن تأخذ قراراً بحق أربكول ومع تقدم المحاكمة وجدت هيئة المحلفين اربكول بريئاً لعدم كفاية الأدلة.
بعد فترة من الفضيحة عادت افلام روب للعرض أما راب فقد صورها الإعلام بالمدمنة على الكحول والتي قتلت نفسها .

## روابط خارجية
- فرجينيا راب على موقع IMDb (الإنجليزية)
- فرجينيا راب على موقع أول موفي (الإنجليزية)
- فرجينيا راب على موقع إن إن دي بي (الإنجليزية)
- فرجينيا راب على موقع قاعدة بيانات الفيلم (الإنجليزية)